# Calophyllum neoebudicum
Calophyllum neoebudicum är en tvåhjärtbladig växtart som beskrevs av André Guillaumin. Calophyllum neoebudicum ingår i släktet Calophyllum och familjen Calophyllaceae. Inga underarter finns listade i Catalogue of Life.